# Tarnawka (gromada)
Tarnawka – dawna gromada, czyli najmniejsza jednostka podziału terytorialnego Polskiej Rzeczypospolitej Ludowej w latach 1954–1972.
Gromady, z gromadzkimi radami narodowymi (GRN) jako organami władzy najniższego stopnia na wsi, funkcjonowały od reformy reorganizującej administrację wiejską przeprowadzonej jesienią 1954 do momentu ich zniesienia z dniem 1 stycznia 1973, tym samym wypierając organizację gminną w latach 1954–1972.
Gromadę Tarnawka z siedzibą GRN w Tarnawce (obecnie są to dwie wsie: Tarnawka Pierwsza i Tarnawka Druga) utworzono – jako jedną z 8759 gromad na obszarze Polski – w powiecie krasnostawskim w woj. lubelskim na mocy uchwały nr 9 WRN w Lublinie z dnia 5 października 1954. W skład jednostki weszły obszary dotychczasowych gromad Tarnawka I, Tarnawka II i Spławy ze zniesionej gminy Zakrzew w tymże powiecie. Dla gromady ustalono 17 członków gromadzkiej rady narodowej.
1 stycznia 1959 gromadę zniesiono, włączając jej obszar do gromad Wysokie (wieś Spławy i kolonia Borowszczyzna) i Zakrzew (wieś Tarnawka cz. I, kolonia Tarnawka cz. II i kolonia Troszczyn) w tymże powiecie.